# Jakob Oftebro
Jakob Oftebro (Oslo, 12 januari 1986) is een Noorse acteur. 

## Biografie
Oftebro studeerde aan de Statens teaterhøgeskole en speelde in verschillende films en series mee. Bekendheid verwierf hij dankzij de Noorse serie Lilyhammer en de Deense serie 1864 waarin hij een van de hoofdrollen speelde. Voor de Deense serie 1864 leerde Oftebro, die in de serie Laust speelt, Deens.

## Filmografie
- 2004: Bare Bea - Jørgen
- 2008: Max Manus - Lars Emil Erichsen
- 2011:  Varg Veum  (Svarte får) - Asbjørn Søvold
- 2012: Kon-Tiki - Torstein Raaby
- 2012: Reisen til julestjernen - Ole
- 2013: Victoria - Johannes
- 2013: Tyskerungen - Hans
- 2013: The Bridge - Mads Nielsen
- 2013-2014: Lilyhammer - zwemleraar Chris
- 2014: 1864 - Laust Jensen
- 2014: Når dyrene drømmer - Daniel
- 2015: Skammerens datter - Nico
- 2015: Guldkysten - Wulff
- 2016: Flaskepost fra P - Pasgård
- 2017: Tom of Finland - Jack
- 2017: Gidseltagningen (Below the Surface) - Alpha
- 2017: Verdwijnen - Johnny
- 2020: Agent Hamilton (tv-serie) - Carl Hamilton
- 2020: The Letter for the King - Prins Iridian
- 2020: Den største forbrytelsen
- 2023: Dansegarderoben (tv-serie) - Robert